# СУБД Ред База Данных
СУБД Ред База Данных (Red Database) —  российская сборка СУБД с открытым исходным кодом Firebird, распространяемая в соответствии с собственной коммерческой лицензией компанией РЕД СОФТ.
СУБД Ред База Данных работает на всех основных платформах и ОС (Windows, Linux, BSD Unix, IBM AIX, HP-UX, Sun Solaris и т. д.), совместима с российскими ОС (РЕД ОС, Astra Linux, Альт Линукс, Rosa Linux), поддерживает многопроцессорные и многоядерные аппаратные платформы, обладает высоким быстродействием (напрямую конкурирует с такими СУБД, как Microsoft SQL Server, Oracle, IBM DB/2). СУБД Ред База Данных, как и оригинальная СУБД Firebird, поддерживает стандарт SQL:2008 и многие возможности SQL:2016.

## История
Прародителем Ред Базы Данных можно считать сервер баз данных InterBase, история которого начиналась в 1984 году. В 2000-х годах на основе открытых исходных кодов InterBase 6.0 был создан новый проект — Firebird. СУБД Ред База Данных основана на исходных кодах Firebird, но с рядом доработок и дополнений, отвечающих требованиям ФСТЭК России. Разработчики РЕД СОФТ постоянно добавляют в свою СУБД изменения, произошедшие в Firebird, и, в обратную сторону, готовят патчи для Firebird. Они плотно сотрудничают с сообществом Firebird и сами являются соавторами. На картинке видны этапы развития InterBase, Firebird и Ред Базы Данных с 1984 года по настоящий момент.

Корпорация РЕД СОФТ была основана и приступила к работе в 2006 году. Одной из основных целей деятельности является разработка промышленных систем управления базами данных (СУБД).
В 2007 году корпорация РЕД СОФТ сообщает о выходе СУБД версии 2.0 и начинает официальную поддержку этой сборки в своих дистрибутивах.
В июле 2008 года выходит СУБД Ред База Данных 2.1.0. В качестве основы СУБД используется новое ядро Firebird 2.1, в котором соответственно поддерживаются все его новые возможности и расширения, а также реализован ряд новых возможностей, среди которых:
- многопоточная архитектура SuperClassic Server;
- внешние хранимые процедуры;
- полнотекстовый поиск;
- улучшенная подсистема безопасности.

В 2012 году выпущена новая версия СУБД Ред База Данных 2.5, где используется новое ядро Firebird 2.5. В этой версии сделан ряд доработок Firebird 2.5, в результате чего обеспечена стабильная и безошибочная работа СУБД под высокой нагрузкой. В ядре Ред Базы Данных версии 2.5 также реализован ряд новых возможностей сверх возможностей Firebird 2.5:
- JDBC драйвер, входящий в состав Ред Базы Данных, обеспечивает более чем двукратный рост скорости работы приложений по сравнению с оригинальным драйвером Jaybird для ряда задач;
- добавлена возможность аутентификации пользователей с использованием учётных данных на LDAP-сервере[7];
- расширена подсистема аудита.

Эта версия получила сертификат ФСТЭК на соответствие 5 классу защищённости от НСД, по 4 уровню контроля НДВ и возможности использования продукта для построения информационных систем до класса защищённости 1Г включительно и для защиты систем, обрабатывающих персональные данные до 1 класса включительно (Сертификат соответствия ФСТЭК No.2729 от 8 октября 2012 г.).
В 2015 году компания РЕД СОФТ выпустила новую версию СУБД Ред База Данных 2.6, а в конце 2017 года версию 3.0, основанную на ядре Firebird 3.0.

### Актуальная версия СУБД Ред База Данных 5.0(8 ноября 2024 года)
В ноябре 2024 года была выпущена новая версия СУБД Ред База Данных 5.0, основанная на ядре Firebird 5.0.
От Firebird 5.0 СУБД унаследовала следующие нововведения:
- Поддержка работы с JSON-форматом
- Поддержка международных временных зон
- Поддержка массовой модификации данных
- Эффективная работа с BLOB
- Планировщик заданий
- Табличные пространства
- Таймауты для подключений
- Таймауты для запросов
- Синхронно-асинхронная репликация
- SQL и PSQL-профайлер
- Кеш компилированных запросов
- Новый алгоритм сжатия записей на диске
- Решена проблема долгих транзакций
- Частичные индексы

Ред База Данных 5.0 соответствует новым Требованиям по безопасности информации к системам управления базами данных, утвержденных приказом ФСТЭК России №64 от 14 апреля 2023г., по 4 классу защиты и 4 уровню доверия. 
Пользователям доступны дополнительные возможности для организации безопасной работы:
- Расширенные методы аутентификации;
- Политики безопасности, позволяющие контролировать параметры используемых факторов аутентификации;
- Отказоустойчивый кластер.

## Признание
В 2015 году СУБД Ред База Данных вошла в пятёрку победителей проекта Минкомсвязи по направлению «Системы управления базами данных». В рамках премии «Цифровые вершины 2021» сервис «Цифровое исполнительное производство» стал победителем в номинации «Лучший государственный сервис»